# ورقة طوابع تذكارية

بطاقة طوابع تذكارية جزائرية 1987

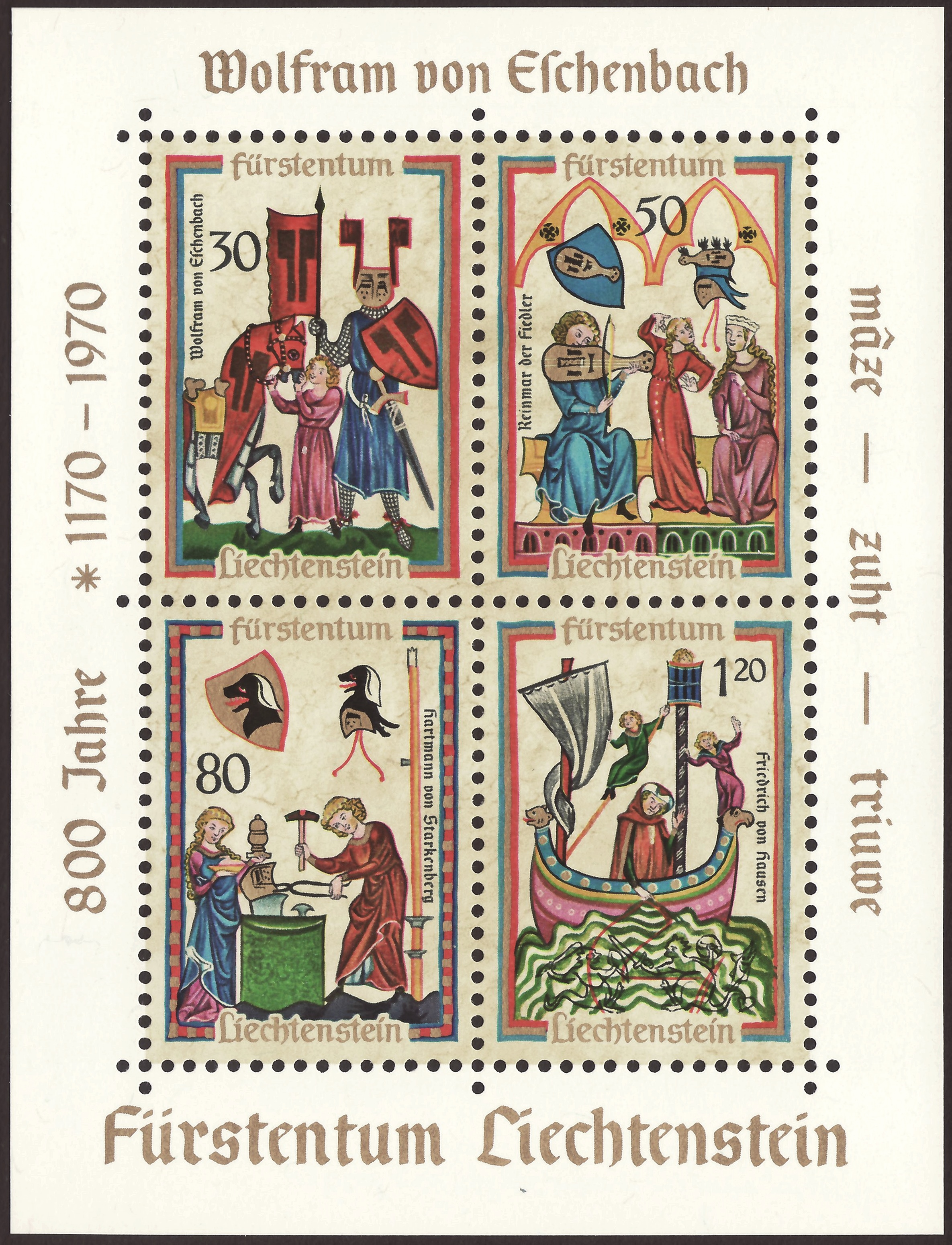
بطاقة طوابع مصغرة من ليختنشتاين تحتوي أربعة طوابع تتألف من "رسوم توضيحية لمخطوطة مانيس في الذكرى ال 800 لفولفرام فون إشنباخ" (1970)

أوراق الطوابع الصغيرة، أو البطاقات التذكارية هي نوع من المجموعات البريدية التي تطبع في المناسبات التذكارية على شكل ورقة، وتكون الورقة التذكارية عبارة عن طابع بريدي أو مجموعة صغيرة من الطوابع البريدية التي لا تزال مرتبطة بالورقة التي طبعت عليها. وقد تكون إما إصدارات عادية تصادف أن تكون مطبوعة في مجموعات صغيرة (كما هو الحال في العديد من الطوابع القديمة)، أو إصدارات خاصة غالباً ما تكون لإحياء ذكرى حدث ما، مثل ذكرى وطنية أو معرض لهواة جمع الطوابع أو برنامج حكومي. ويتراوح عدد الطوابع من طابع واحد إلى حوالي 25 طابعاً؛ ويطلق على الأوراق الكبيرة من الطوابع ببساطة اسم "أوراق" أو "بطاقات" دون أي وصف.
قد تكون الطوابع على الورقة مثقوبة بالطريقة المعتادة أو غير مثقوبة. قد تحتوي هوامش الورقة أو حوافها على طباعة إضافية، تتراوح بين بيان بسيط عن المناسبة المحتفل بها، إلى جانب صورة كاملة يكون الطابع (الطوابع) جزءاً صغيراً منها. قد تحتوي هوامش الورقة على تصاميم زخرفية وسعر وشعارات وشعار (شعارات) ليست جزءاً من الطابع (الطوابع). يمكن أن تكون الطوابع الموجودة على البطاقة المصغرة متصلة بعضها ببعض، في حين أن الطوابع نفسها ليست متصلة في الإصدار العادي.
كل من الطوابع والورقة بأكملها صالحة للإرسال بالبريد، على الرغم من أنها تُباع دائمًا بأعلى من قيمتها الإسمية ويحتفظ بها هواة جمع الطوابع في مجموعة طوابع خاصة؛ وقد توجد بعض بطاقات الطوابع المستعملة كأغلفة لهواة جمع الطوابع.
أصدرت لوكسمبورغ أول ورقة تذكارية معترف بها بشكل عام في عام 1923، وهي عبارة عن طابع بريدي واحد من فئة 10 فرنك، غير متوفر في ورقة فارغة أكبر. كان الغرض من ذلك هو تكريم ميلاد الأميرة إليزابيث. غير أن هذا البلد كان قد أنتج إصداراً مماثلاً إلى حد ما في عام 1921، وهو عبارة عن ورقة صغيرة من 5 طوابع للاحتفال بمولد الأمير جان، وورقة سابقة من 10 طوابع بمناسبة تنصيب وليام الرابع في عام 1906.
لم يكن على أي ورقة منهما نقوش على الهامش وكلاهما يتألف من طوابع الإصدار العادي التي كانت متاحة بخلاف ذلك.
منذ عقد العشرينيات من القرن العشرين، أصدرت العديد من الدول أوراق وبطائق تذكارية. وأصدرت الولايات المتحدة أول ورقة تذكارية في عام 1926، وطبعت عدة أوراق تذكارية أخرى في عقد الثلاثينيات، مع إصدار أوراق جديدة من حين لآخر منذ ذلك الوقت. ومنذ عام 1955، أصدرت الأمم المتحدة من حين لآخر مجموعة هذهِ الأوراق التذكارية.
وفي حين أن بعض أقدم الأوراق التذكارية قيّمة (على سبيل المثال تُقدّر قيمة ورقة وايت بلينز الأمريكية لعام 1926 في الحالة الممتازة بمئات الدولارات)، لكن الأوراق الحديثة عادةً ما تُنتج بكميات كبيرة جدا ًوبالتالي ليس لها قيمة خاصة.

## معرض صور

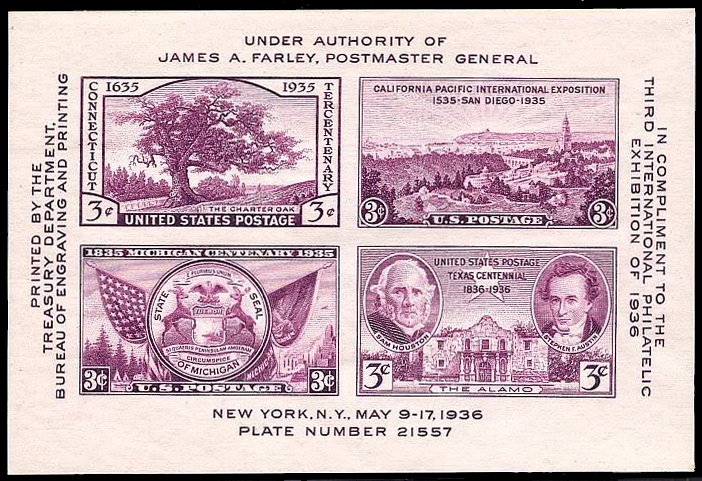
تتكون هذه الورقة التذكارية الأمريكية الصادرة في عام 1936، لمعرض TIPEX، من أربع طوابع تذكارية حديثة غير مثقوبة.
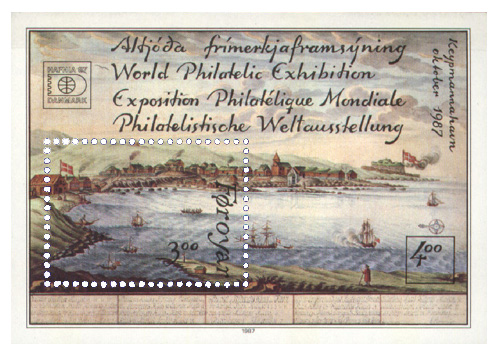
ورقة مصغرة من جزر فارو، حيث يشكل الطابع جزءًا كبيراً من الصورة.
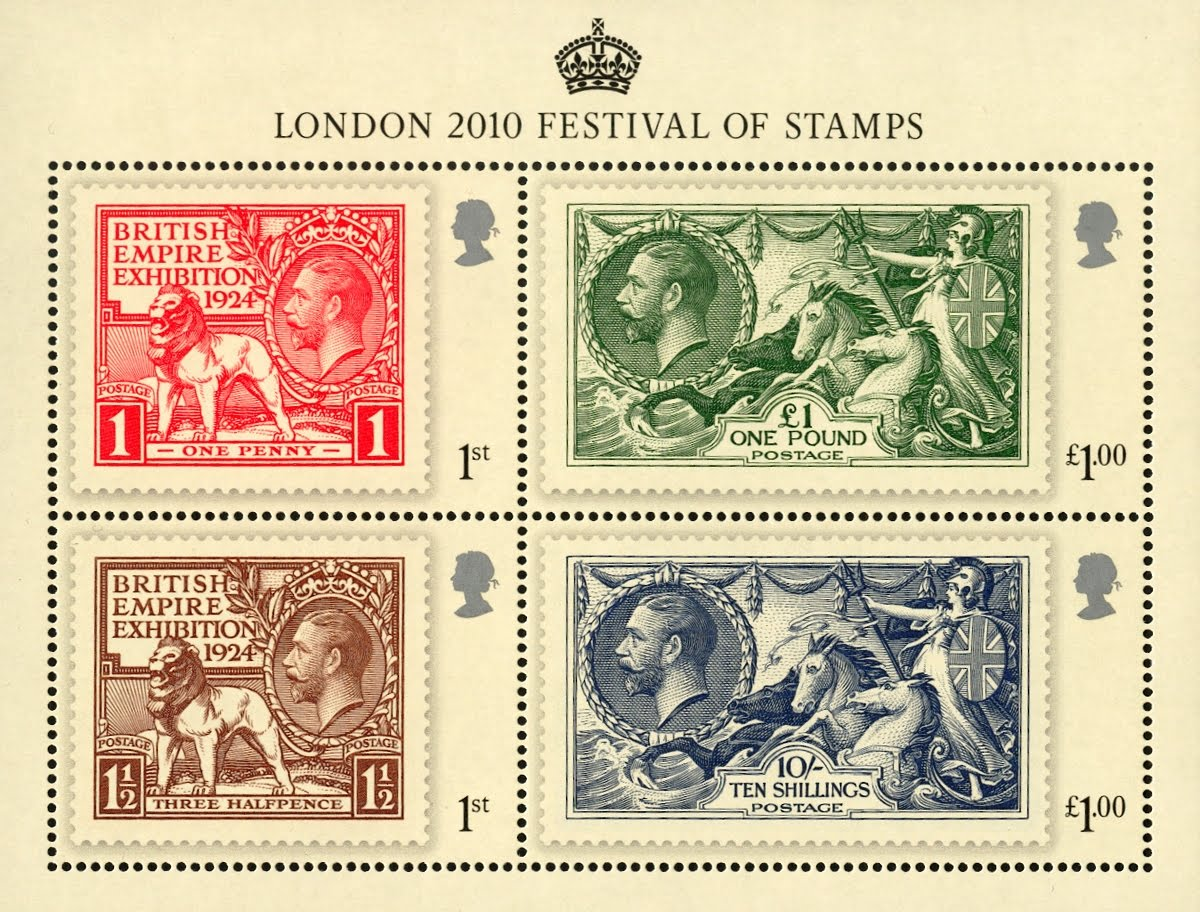
صحيفة المنمنمات البريطانية المصغرة الصادرة بمناسبة مهرجان لندن 2010 للطوابع البريدية.
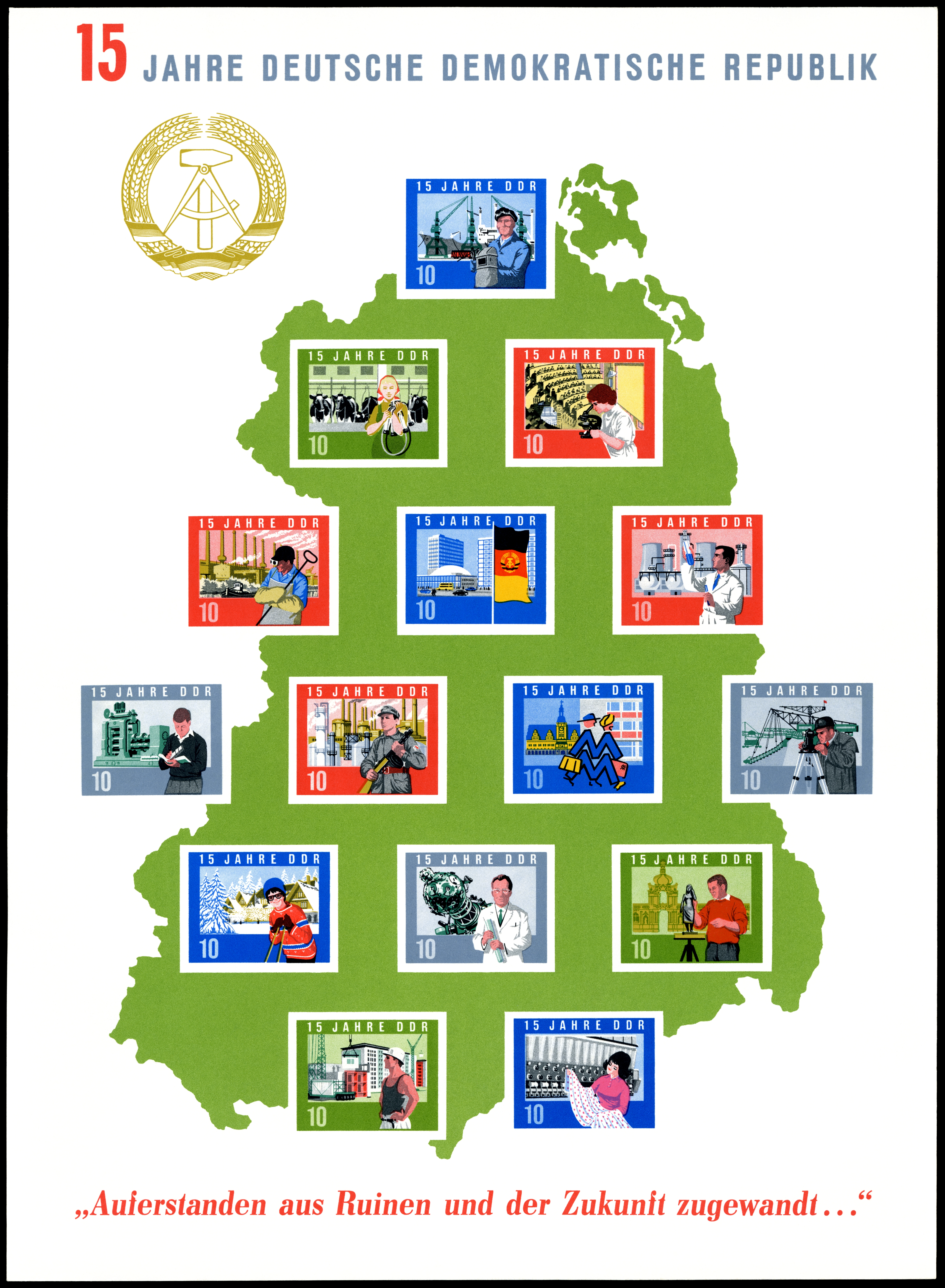
بطاقة تذكارية من عام 1964

## روابط خارجية
- Souvenir sheets come in all shapes and sizes

## اقرأ ايضاً
- Field, David. David Field All-World Miniature Sheet Catalogue. London: David Field Holdings, 1973 ISBN 0-903635-00-3, 232p.
- Sieger-Spezial-Katalog Europäische Blocks. Lorch/Württemberg: Sieger, 1992 480p.